# Joseph Schwartz

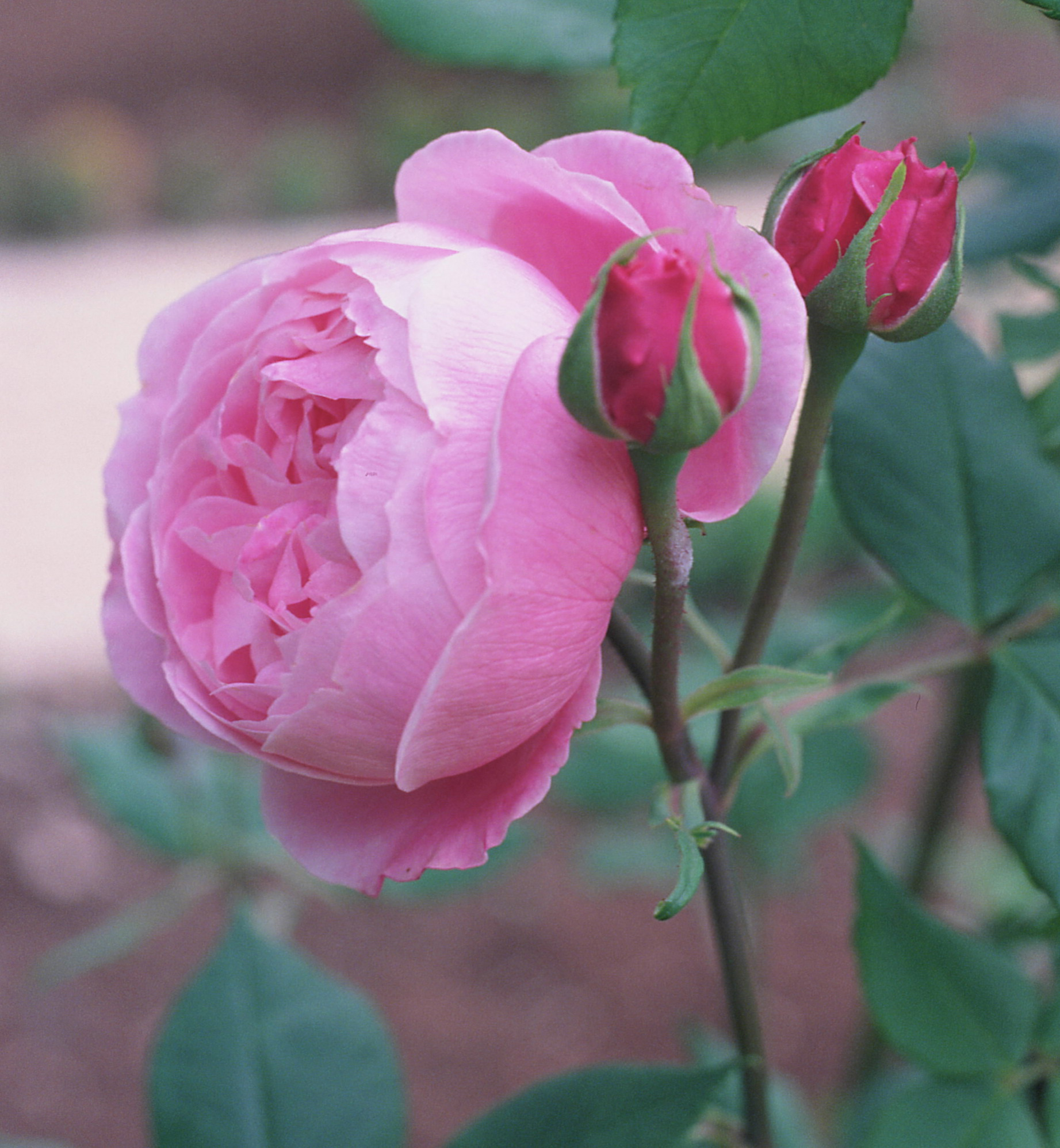
Rose 'Reine Victoria', une des roses obtenues par Schwartz (1872).

Joseph Schwartz, né le 13 mars 1846 à Bourgoin et mort le 11 octobre 1885 à Lyon, est un rosiériste français qui marqua son époque en créant cinquante-trois roses, dont la fameuse 'Madame Alfred Carrière'. Son entreprise a été poursuivie après sa mort par sa veuve, Marie-Louise Schwartz.

## Biographie
Joseph Schwartz naît le 13 mars 1846 à Bourgoin dans la famille du jardinier Georges Schwartz dont la famille est originaire d'Obernai en Alsace. Il fait son apprentissage adolescent auprès de Guillot fils dans sa pépinière de Lyon et il fait la connaissance de François Lacharme. En 1852, il devient l'assistant de Guillot et, en 1871, il dirige lui-même la pépinière. Il se marie en 1872 avec Séraphine (dite Sophie) Rigotard dont il a deux enfants : Louise en 1873 et André en 1876 (à qui il dédie la rose thé 'André Schwartz' en 1882); mais elle meurt quelques années plus tard.

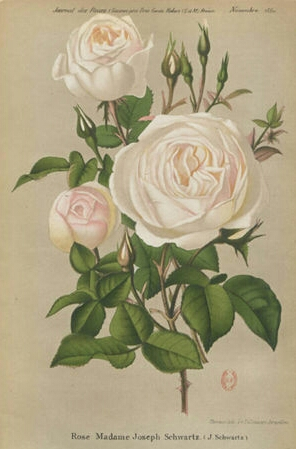
'Madame Joseph Schwartz', in Journal des roses (novembre 1880).

Joseph Schwartz s'intéresse très tôt à la sélection de nouvelles roses et acquiert rapidement une notoriété internationale grâce à des obtentions telles que 'Auguste Rigotard' (1871), 'Madame Georges Schwartz' (1871), dédiée à sa mère, 'Prince Stirbey' (1871), 'Mademoiselle Eugénie Verdier' (1872), la fameuse rose de Noisette 'Madame Alfred Carrière' (1879), grimpant toujours populaire aujourd'hui, ou bien encore le rosier Bourbon 'Reine Victoria' (1872), la noisette 'Olga Marix' (1873), 'Perfection des Blanches' (1873), et la rose thé 'Comtesse Riza du Parc' (1876), 'Souvenir de la Reine des Pays-Bas' (1876) et la non moins célèbre 'Alfred K. Williams' (1877), ainsi que la rose thé 'Reine Maria Pia' (1880), ou 'Madame Jules Grévy' (1881), hybride remontant de couleur rouge foncé. 
Tchekhov avait dans le jardin de sa villa de Yalta une soixantaine de sortes de rose dont la rose 'Madame Joseph Schwartz', (1880, nommée ainsi en l'honneur de la femme de Schwartz qui venait de mourir de fièvre typhoïde), délicieuse rose thé très florifère. Schwartz épouse en secondes noces en 1880 Marie-Louise Trievoz dont il a un fils, Georges, né en 1883 et à qui il dédie une rose polyantha, 'Georges Schwartz', cette même année. 
Du 5 au 17 mai 1884, Joseph Schwartz est invité en qualité de membre du jury à l'exposition de roses qui se tient au manège Michel de Saint-Pétersbourg. L'exposition montre de magnifiques collections de roses en provenance de jardins de Russie, de Berlin, de Bruxelles, de Londres, de Vienne, de Varsovie, de Paris et même du Japon. De retour de Russie, il tombe malade en France et meurt le 11 octobre 1885 à l'âge de trente-neuf ans à son domicile de la route de Vienne à Lyon. Il est enterré au cimetière de Vénissieux.

## Marie-Louise Schwartz

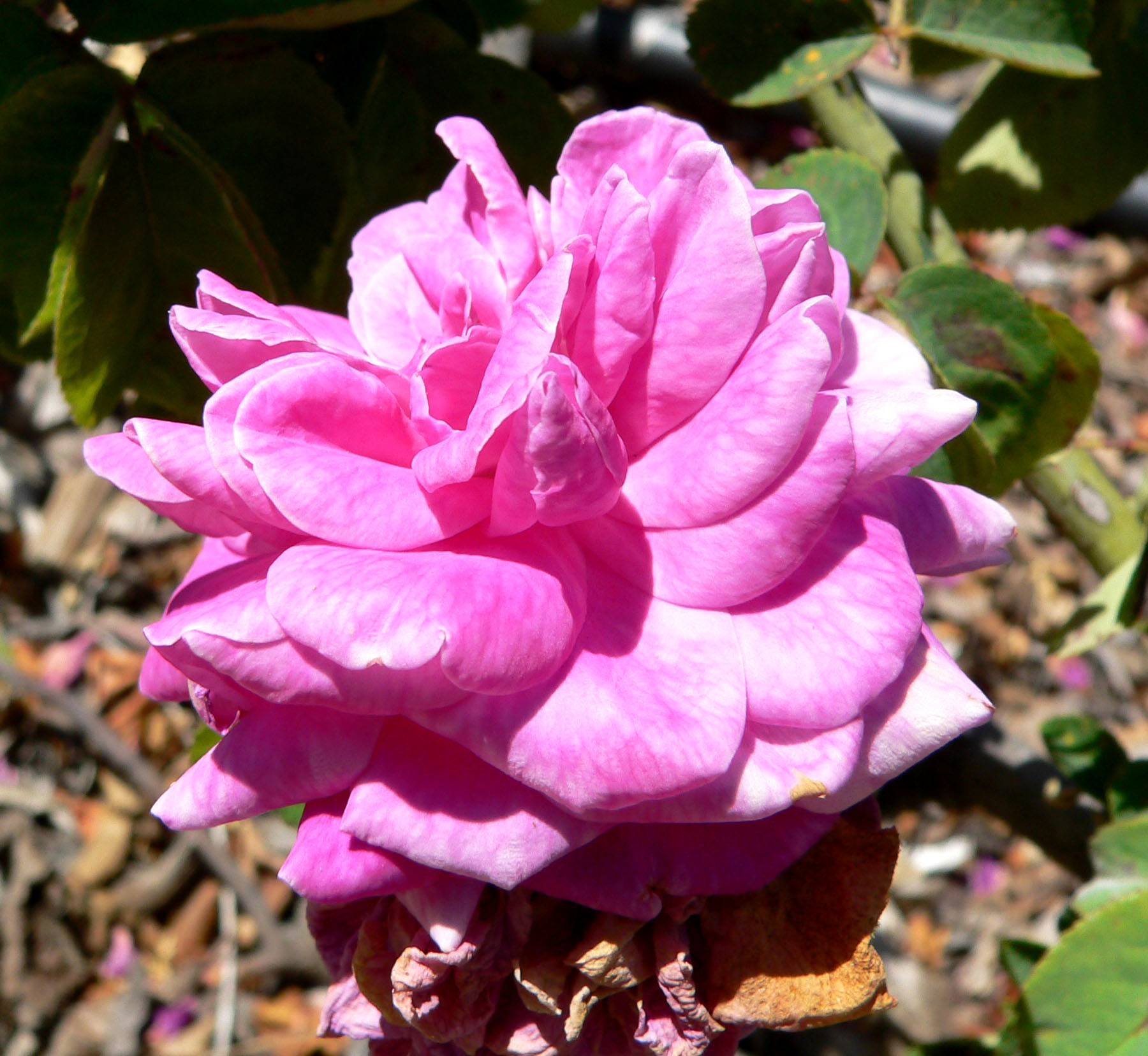
'Souvenir de Lucie' (1893).

Sa veuve Marie-Louise poursuit son œuvre sous le nom de « Veuve Schwartz » et donne naissance de 1886 à 1900 à vingt-trois nouvelles variétés de rose, dont 'Madame Ernest Calvat' (1888), 'Frédéric Worth' (1889), 'Monsieur de Morand' (1891), 'Souvenir de Lucie' (1893), ou l'hybride de thé 'La Favorite' (1899). Elle est présente à l'exposition internationale de 1894 qui se tient à Lyon où mille six-cents variétés et sortes de roses sont exposées par elle !  
C'est en 1892 que commence à travailler à la pépinière Schwartz le jeune César Antoine Chambard (1866-1940) ; il deviendra par la suite un obtenteur distingué et l'un des meilleurs rosiéristes lyonnais. En 1901, André Schwartz prend la suite de sa belle-mère. Il obtient vingt-sept nouvelles variétés de 1901 à 1933, dont la rose thé 'Mireille' (1913). Deux variétés sont nommées en l'honneur d'aristocrates russes, 'Princesse Véra Orbelioni' (1909), née Kleinmichel, et 'Princesse Marie Mestchersky' (1902) en l'honneur de la princesse Mechtcherskaïa, née Panine (1829-1901), l'aristocratie russe s'étant prise d'engouement pour les roses lyonnaises.
Marie-Louise Schwartz meurt en 1938 ; avec son mari et son beau-fils, ils ont à eux trois obtenu plus d'une centaine de roses en 90 ans. Le destin d'André Schwartz n'est pas connu après 1933 et Georges Schwartz n'embrasse pas la carrière familiale et s'engage dans l'armée.

## Distinctions
- Médaille d'or à l'exposition universelle de Lyon de 1872.
- Chevalier de l'ordre du Mérite agricole (1872)
- Membre d'honneur de la Société d'horticulture et d'agriculture du duché de Limbourg (Pays-Bas). (1873)
- Médaille d'or et premier prix à l'exposition d'horticulture de Lyon pour sa collection de roses. (1876), etc.

## Philatélie
- La poste française émet le 28 mai 1999, jour de l'ouverture de la huitième conférence internationale des roses anciennes, un timbre représentant la rose 'Madame Alfred Carrière' créée par Joseph Schwartz en 1875[13].